# Juan Carlos Arteche Gómez
Juan Carlos Arteche Gómez (Maliaño, Camargo, Cantàbria, 11 d'abril de 1957 – Madrid, 13 d'octubre de 2010) va ser un futbolista càntabre. Actuava com a defensa central i va jugar a la Primera Divisió amb el Racing de Santander i l'Atlètic de Madrid, club amb el qual es va retirar el 1989. Va disputar a més quatre partits amb la selecció espanyola.
Jugador de gran presència física, es va distingir per la seva força i contundència, la qual cosa el va portar a ser considerat un dels jugadors més durs de la seva època. Gran dominador del joc aeri, jugava habitualment en la posició de central marcador.

## Trajectòria
A causa de la seva alçada, va començar jugant a la seva escola al bàsquet, però es va adaptar millor al futbol i amb 17 anys va fitxar pel Racing de Santander per a les seves categories inferiors. Cedit en la temporada 75-76 a la Gimnàstica de Torrelavega, immediatament després va ser repescat per jugar al primer equip del Racing. Durant un partit amb el quadre de Torrelavega, un jugador del Santurce li va fracturar el nas; segons alguns detractors, en aquest episodi estaria l'origen de la duresa del seu joc en els anys posteriors.

### Racing de Santander
Va tornar al Racing el 1976 per jugar en Primera Divisió. L'equip càntabre, que ocupava els últims llocs de la Lliga, va aconseguir evitar el descens contra tot pronòstic en l'última jornada. Arteche va disputar 16 partits, debutant en l'Estadi Lluis Casanova davant el València.
La temporada 77-78 el club va tornar a estar en els últims llocs, encara que al final també va mantenir la categoria. Va jugar 32 partits i va marcar 2 gols. Tres joves jugadors del planter, Arteche, Marcos Alonso i Quique Setién, serien fonamentals en l'equip i tots ells arribarien amb el temps a jugar en la selecció espanyola.

### Atlètic de Madrid
Les dues grans campanyes d'Arteche al Racing no van passar inadvertides per als equips grans i el 1978 va fitxar, als 21 anys, per l'Atlètic de Madrid. Amb l'equip del Calderón va disputar 11 temporades en la màxima categoria, jugant com a titular en totes menys en l'última, la 88-89, i sent el capità de l'equip durant diverses d'elles. Com a colchonero va compartir l'eix de la defensa amb jugadors com Miguel Ángel Ruiz, Luiz Pereira i Andoni Goikoetxea, i va aconseguir dos títols: la Copa del Rei i la Supercopa d'Espanya de 1985. El 1986 va disputar amb el seu equip la final de la Recopa d'Europa, que va perdre 3-0 davant el Dinamo de Kíev a la ciutat de Lió.
El 1988, ell i altres tres jugadors (Landáburu, Quique Ramos i Setién) van ser acomiadats pel polèmic president Jesús Gil. Els jugadors van denunciar el president per acomiadament improcedent davant Magistratura i els tribunals van fallar al seu favor. Es va quedar en l'equip una temporada més, però l'entrenador només el va alinear en dos partits i Arteche va acabar retirant-se en acabar la campanya; tenia 32 anys.
Arteche és amb 308 partits el quart jugador que més partits de lliga ha jugat amb l'Atlètic de Madrid, només per darrere d'Adelardo Rodríguez (401), Tomás Reñones (367) i Enrique Collar (338). Al llarg de la seva carrera en Primera Divisió va disputar 356 partits i va marcar 20 gols.

## Internacional
Arteche havia estat internacional juvenil i sub 21, però durant anys va tenir la porta de la selecció absoluta tancada per Andoni Goikoetxea i Antonio Maceda. Finalment va debutar als 29 anys, el 12 de novembre de 1986 davant Romania, a l'Estadi Benito Villamarín de Sevilla, en un partit classificatori per l'Eurocopa 1988 que es va saldar amb victòria d'Espanya per 1 a 0. Aquella tarda va formar parella amb el madridista Manolo Sanchis. Va jugar successivament altres dos partits, estrenant-se en un d'ells com a golejador internacional (enfront d'Albània el 3 de desembre de 1986). Al seu quart partit amb la selecció espanyola li va tocar marcar un inspirat Gary Lineker, que va marcar 4 gols. Aquest partit seria l'últim d'Arteche amb la selecció espanyola.

## Vida personal
Després de finalitzar la seva carrera esportiva, va col·laborar com a comentarista en programes esportius de ràdio i televisió. També va ser representant a Madrid de la firma esportiva Luanvi i amo d'un estanc i una assessoria fiscal i laboral. L'exjugador va morir de càncer a Madrid el 13 d'octubre de 2010, el mateix dia que un altre mític futbolista de la selecció espanyola dels anys 60, José Casas Gris.